# 波特兰森林公园
波特兰森林公园位于美国俄勒冈州波特兰市中心以西的图拉丁山脉，在山坡上绵延超过13公里，属公共市政公园，可俯瞰威拉米特河，还是美国大型城市森林保护区。公园占地面积超过2064公顷，其中大部分是次生林，还有少量原始森林，是区域公园和步道系统的重要组成部分，拥有约110公里休闲步道纵横交错，其中包括波特兰40英里环路系统的野生丛林路段。
早在19世纪60年代，公民领袖就试图在波特兰附近的树林中创建自然保护区。他们努力建立市政公园委员会，并于1903年聘请奥姆斯特德兄弟（Olmsted Brothers）建筑景观设计事务所开发波特兰的公园方案。公园用地主要通过捐赠，或是姆尔特诺默县转让，以及拍卖欠税房屋获得，波特兰城市俱乐部（City Club of Portland）最终提议把约1600公顷土地划为保护区。根据非盈利组织公共土地信托提供的统计数据，1948年正式建立的公园面积在所有美国城市公园排第19。
公园内较为常见的有超过112种鸟类和62种哺乳动物，还有各种各样的树木和其它耐荫植物。这里每年的降雨量约为1,000毫米，许多小支流向东北方向流过树林，再经公园边缘30号美国国道下的管通或涵洞流入威拉米特河。其中鲍尔奇溪有鳟鱼入住，米勒溪有包括鲑鱼在内的海生物种。
公园所面临的威胁包括过度使用、城市交通、侵占发展、外来动植物入侵、缺乏保养经费。园内偶发严重犯罪事件，轻微罪行更常见。

## 地理和地质
波特兰森林公园的地质基础主要由凝固熔岩构成，这些熔岩都属于哥伦比亚河玄武岩群。哥伦比亚河在约1,600万年前的中新世中期流经的区域与现代相比有所不同，是在现今流域的南部低地。河流在如今俄勒冈州东部和华盛顿州境内通过线性喷口喷发，所形成的通道就是之后的威拉米特谷。这些洪流的部分河水一直流入了太平洋，其复发间隔约在1650万至1560万年之间并覆盖了约16万平方公里土地。图拉丁山脉分别映射有8处相互分隔的玄武岩流，有一些构成了森林公园最陡峭的斜坡，还有一些形成了鲍尔奇溪峡谷和西北康奈尔路沿线的圆柱状岩石。图拉丁山之后由风所带来的泥砂覆盖，并因吸水饱和而变得不稳定。河岸经常出现不稳定或淤积的情况，在海拔较高地方出现的山体滑坡也阻止了城市朝这些地区发展。
森林公园约有12.87公里长，在波特兰市中心附近宽度不到1,600米，到了其西北部尽头时约宽3220米。它沿着图拉丁山从波特兰市中心附近的西伯恩赛德街（West Burnside Street）延伸到威拉米特河被索维岛（Sauvie Island）分流的地方为止:117，覆盖了威拉米特河以上山脊东侧的大部分区域。公园南部以西伯恩赛德街为界，西边则是西北天际线大道（Northwest Skyline Boulevard），北方是西北纽贝里路，东部为西北圣海伦路（30号美国国道）:117。海拔高度从30号美国国道附近脊底的15米左右到西北天际线大道附近山脊顶端的335米:Xiv。
2008年，公共土地信托将波特兰森林公园评为美国面积第19大的城市公园。这个名单中包括了国家公园、州立公园、县立公园、区域公园、国家野生动物保护区和位于城市中的市政公园，位于阿拉斯加州安克拉治的楚加奇州立公园（Chugach State Park）以1983平方公里的面积在这个名单上位居榜首。
波特兰作家马西·豪尔（Marcy Houle）曾形容这个公园“抓住了西北天然、野生和美丽的本质所在……在森林保护区中，波特兰市的全景、威拉米特河和哥伦比亚河，以及喀斯喀特山脉五大山峰……都可以通过这些高大的松树尽收眼底。自成立以来……森林公园就一直是人类和野生动物共同的庇护所，是波特兰环境不可分割的一部分”:Xiv。

## 历史

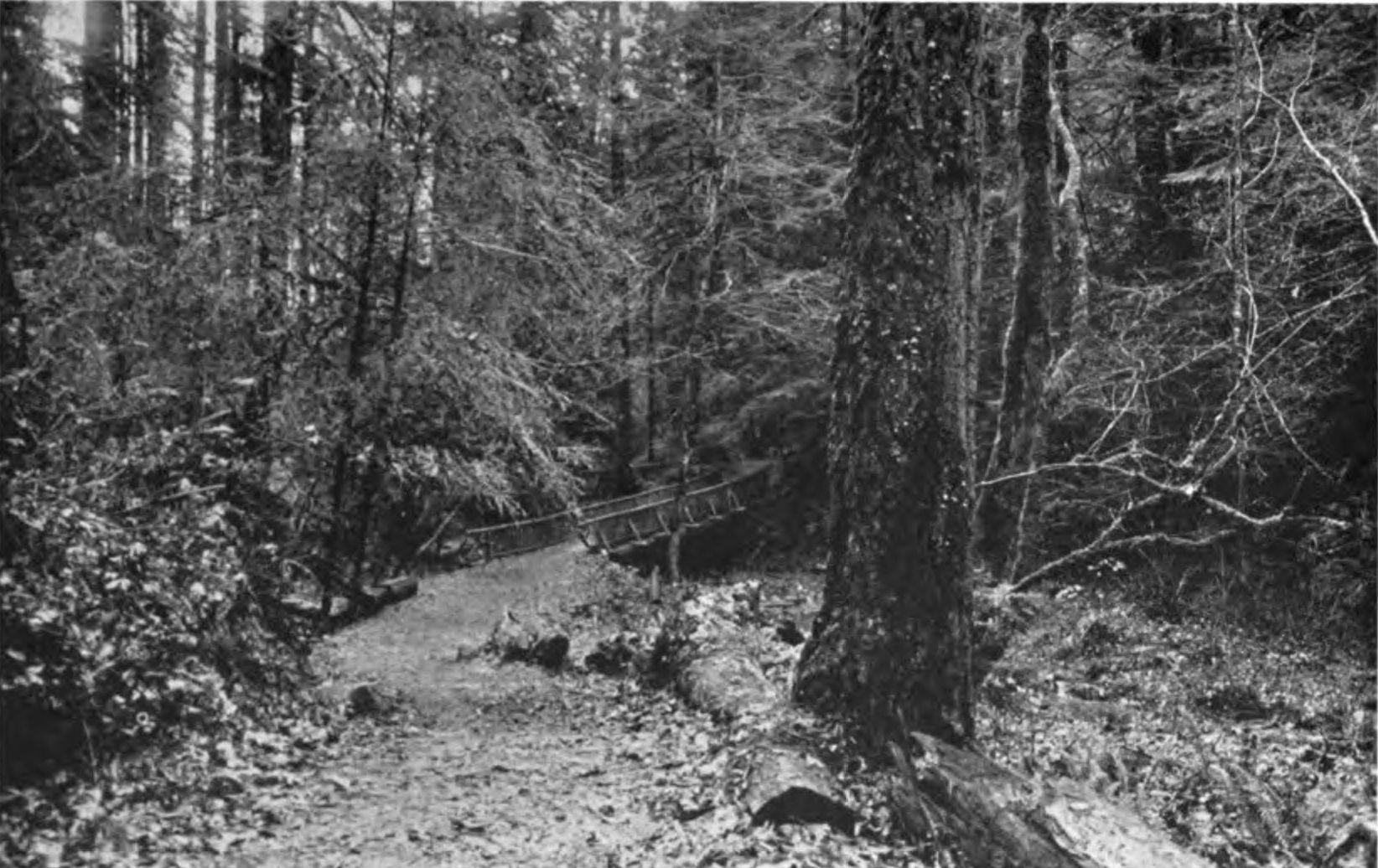
1914年左右麦克雷公园的一座桥

森林公园所在地以前曾长满了花旗松林，之后还有人来此定居。1851年，前来此地的居民计划将这些树林砍伐，然后盖上房屋。然而树林被砍伐后，陡峭的山坡和不稳定的泥沙因暴雨的影响出现山体滑坡，居民原本的建设计划不得不取消，之后这些土地被捐赠给城市:117。
1867年，牧师托马斯·兰布·艾略特（Thomas Lamb Eliot）来到波特兰居住，从他开始，有多位公民领袖努力寻求在树林中建立一个自然保护区，这一保护区之后就成为了波特兰森林公园。1899年，艾略特的努力促使波特兰成立了市政公园委员会，并于1903年聘请来自马萨诸塞州布鲁克莱恩，备受推崇的奥姆斯特德兄弟景观建筑事务所来对城市的公园系统进行研究并给出一个建议方案。事务所派出人员于1903年5月在波特兰实地考察，并于12月给出报告，强调充分利用自然风光来建立一个公园和连接公园道路的系统。其中提议为波特兰的联合车站设立一个正式的广场，这个广场就包括了多年后将建立为森林公园的许多地区。
为了购入森林公园所需占用的土地，波特兰市政府前后花了数十年时间。1897年，一位名叫唐纳德·麦克里伊（Donald Macleay）的波特兰商人兼房地产开发商向城市捐赠了鲍尔奇溪沿岸43.7公顷土地，来为附近医院的病人提供室外活动空间。19世纪90年代，波特兰律师，俄勒冈历史协会主席弗雷德里克·凡·沃尔希斯·霍尔曼（Frederick Van Voorhies Holman）提出将附近21公顷的土地作为礼物送给城市，这一捐赠之后于1939年由他的兄弟姐妹乔治··霍尔曼和玛丽·霍尔曼完成。1927年，克拉克和威尔森木材公司（Clark and Wilson Timber Company）捐出了6.9公顷土地用于在西北日耳曼敦路上建立一个西俄勒冈木材公园。9年后，梅尔与弗兰克（Meier & Frank）连锁百货公司的创始人之一，房地产商亚伦·迈耶（Aaron Meier）捐出位于波特兰林顿区沿30号美国国道附近的土地建立了林顿公园。这些较小的公园之后都将成为森林公园的一部分，其中有一些仍然以其原本的名字来称呼。

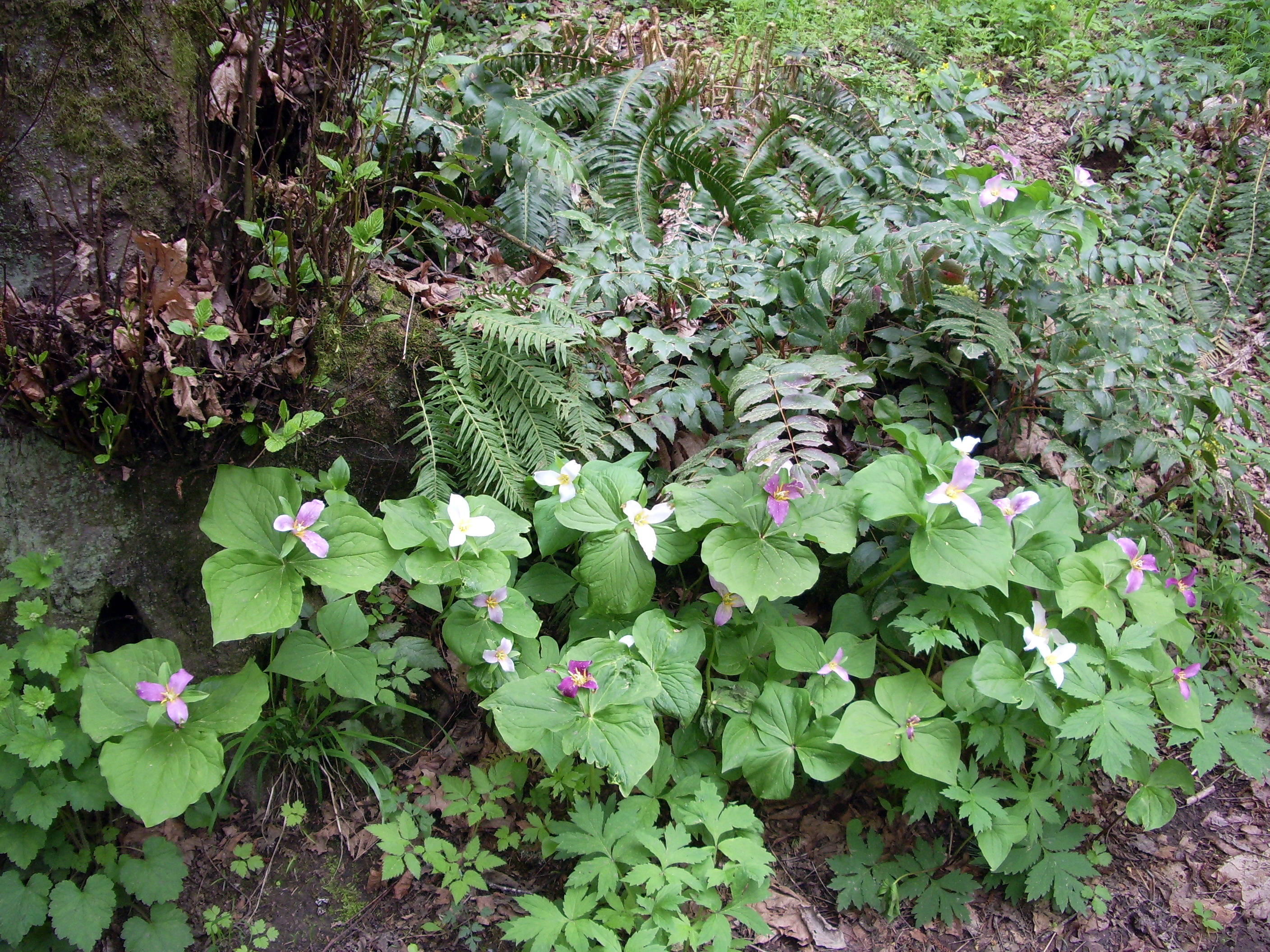
森林公园内多个生长阶段的延龄草属植物

其它地块是通过政府行为收购的。1928年，市议会的欠税委员会将沿鲍尔奇溪一个野花花园的土地转让给了城市公园局。同年姆尔特诺默县也将华盛顿公园北部约59公顷的土地永久性地送给公园局使用。1945年，波特兰城市俱乐部对建立公园的可行性进行了研究，之后提出了一项受到众公民领袖支持的森林公园方案。1948年，姆尔特诺默县又将另外810公顷通过拍卖欠税房屋获得的土地转让给波特兰。1948年9月23日，波特兰正式宣布将17平方公里土地用来建立森林公园，这一面积之后还得到了进一步扩大，截止2009年已经达到了21平方公里，成为全美最大的城市森林保护区之一，波特兰市公园与休闲部称该公园是“美国所有城市范围内最大的森林自然区域”。不过，2006年《波特兰论坛报》（Portland Tribune）上的一篇文章认为公园在全美城市森林中的排名不会高于第三位。
1991年，波特兰大都会区在俄勒冈州境内的区域管理部门开始为成立自然保护区筹集预算，保护范围涉及姆尔特诺默县、华盛顿县和克拉克默斯县。到了1995年，这一计划已将森林公园内和周边约130公顷土地列入收购目标。2006年，政府又通过发行债券来筹资购买更多土地扩大园区，保护园内小溪的源头以及位于附近华盛顿州领地的溪流，并将森林公园与西北部的其它公共用地连接起来。除购买土地外，地区政府还会通过环境地役权将私人拥有的土地保护起来。截至2009年初，当局已经购买或保护了森林公园周边约350公顷土地，其中240公顷在公园北部界线以外。

## 休闲网络

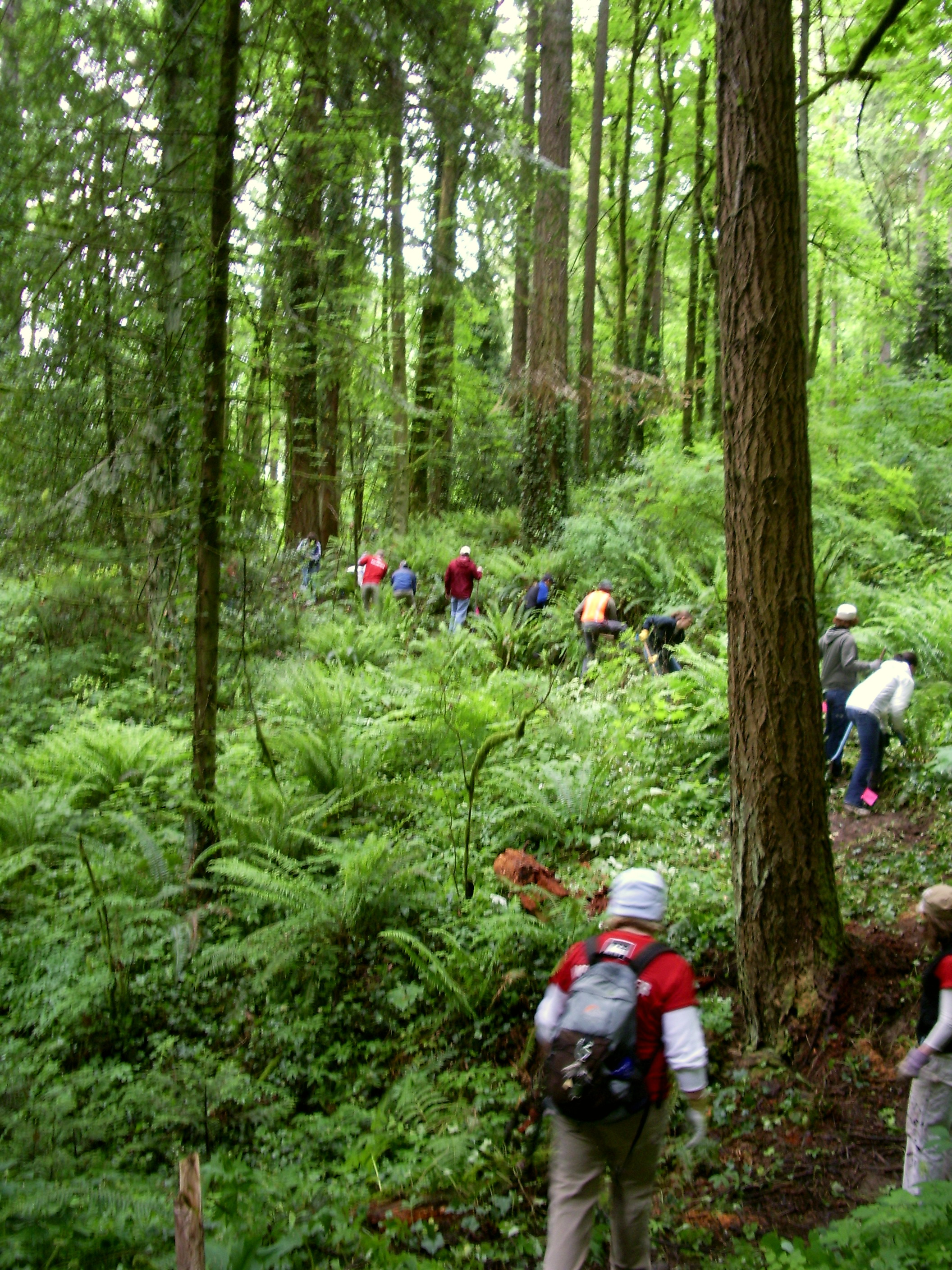
志愿者在野木步道工作

波特兰森林公园是一个区域性公园、步道和自然地区系统的重要组成部分，有“皇冠上的明珠”的美誉。公园东南部尽头有野木步道这一森林公园步道系统的核心向西北方向穿过公园。森林公园的现场指挥部也设在这里，大量行人从附近的城市街道进入公园内的鲍尔奇溪峡谷:119。再向公园的东南方向前进，鲍尔奇溪还会经过皮托克大厦，波特兰市的全景和喀斯喀特山脉的五座火山：瑞尼尔山、亚当斯山、圣海伦火山、胡德山和杰弗逊山都清晰可见:Xiv。距此之后不远，步道连接到相邻的华盛顿公园（Washington Park），旁边还有俄勒冈动物园（Oregon Zoo）。森林公园的其它一些较偏远的步道也是环绕城市的“40英里环路系统”组成部分，他们沿着威拉米特河、哥伦比亚河、哥倫比亞泥沼以及约翰逊溪（Johnson Creek）的斯普林沃特走廊（Springwater Corridor）一直延伸到附近多个城市的东部郊区。这个步道网络把超过30个相互分隔的公园连接起来，提供了多样化的休闲选择，如骑马、直排轮滑、划独木舟、观赏湿地的野生动物、远足和骑自行车等，还连接到了其它的步道系统如华盛顿州克拉克县的发现步道，或是穿过特赖恩溪州立自然保护区的特威利格步道。
截止2009年，这个公园和步道网络仍然在继续扩张。区域政府计划将40英里回路步道沿威拉米特河延长到克拉克默斯县的威尔森维尔（Wilsonville）等地，还提议将野木步道与已经部分完成的西区步道连接起来，该步道从北向南穿过华盛顿县一直到达了图拉丁河（Tualatin River）。还有一项方案提出将斯普林沃特走廊沿另一条已经提议的步道延长到克拉克默斯河（Clackamas River）。此外还有着包括将步道连接到东部的桑迪河（Sandy River）峡谷步道以及太平洋翠园步道（Pacific Crest Trail）的长远方案，后者从墨西哥开始一直延伸至加拿大，并沿喀斯喀特山脉在俄勒冈州境内通过:100。

### 野木步道

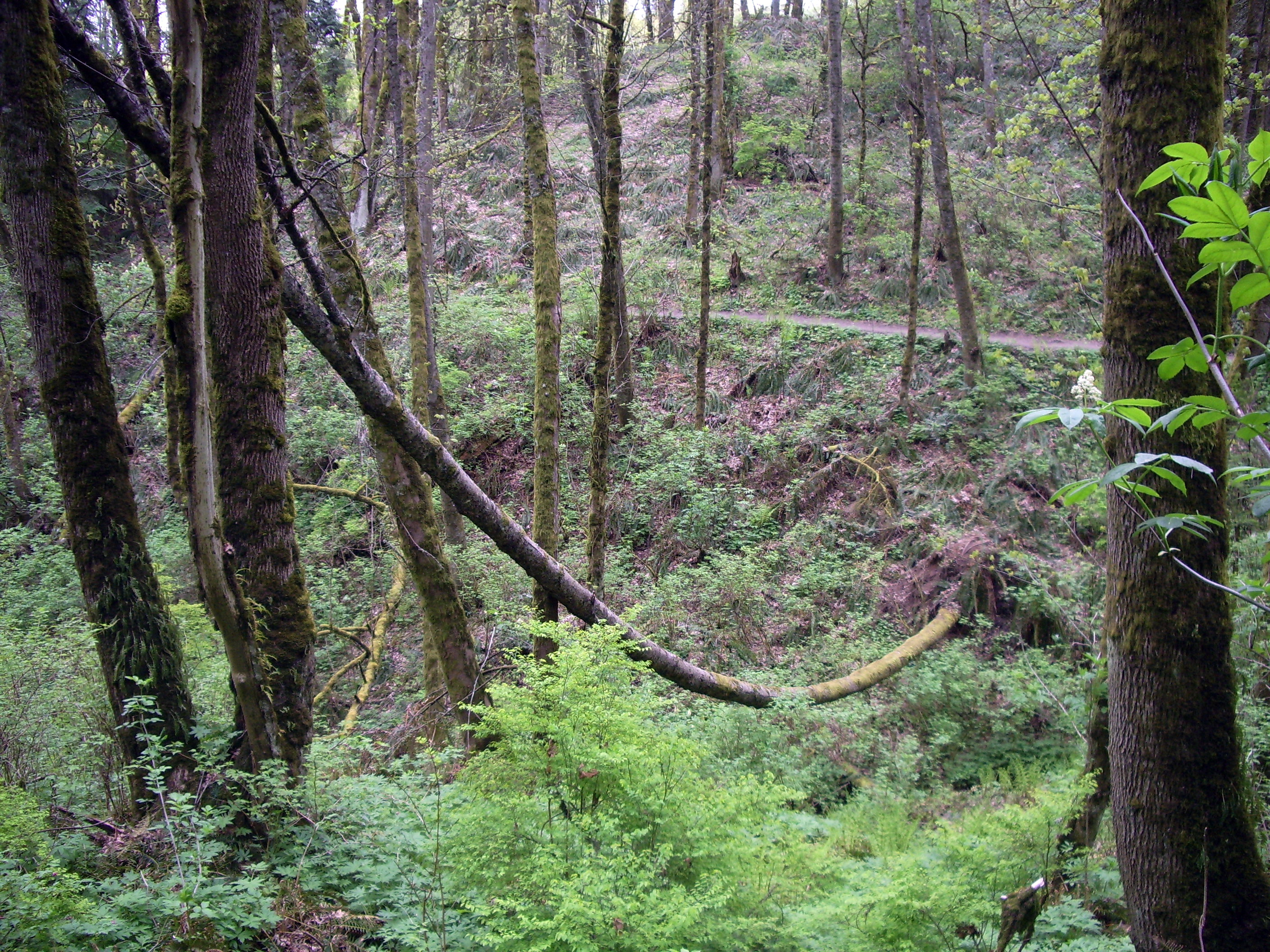
一棵在野木步道旁倒下的赤杨弯成了弓形

公园内纵横穿插有超过112公里长的步道和消防通道，野木步道（Wildwood Trail）是其中最长的步道，单在森林公园内就有约43.45公里长，另外在华盛顿公园还有约4.82公里长。它也是40英里环路中最长的一段，不过这个环路虽然名叫“40英里”，但实际却有约150英里（合241.4公里）长，是一个可以到达波特兰大都会区许多地方的步道网络:110。野木步道是东南至西北走向，从华盛顿公园的步道标记0开始到达西北纽贝里路（Northwest Newberry Road）的步道标记30，这个标记的位置刚刚越过索维岛最东南端的山脊。步道起点到终点的直线距离约为14.48公里，不过由于其一路上有许多弯道和迂回，其实际长度有48.6公里。
野木步道在华盛顿公园内的起点距俄勒冈动物园很近，旁边还有波特兰轻轨车站，俄勒冈越战老兵纪念碑，世界林业中心（World Forestry Center）和霍伊特植物园（Hoyt Arboretum）。步道上每隔约402米就会有一个醒目的蓝色透明里程标记，让朝任何一个方向行进的远足人士可以掌握距离信息。步道的前8公里在波特兰日本花园、皮托克大厦（Pittock Mansion）、波特兰奥杜邦学会野生动物保护区和鲍尔奇溪旁的石楼附近经过。从这里再往西，步道在森林公园内的路段一般不会有什么建筑物，但会遇到许多纵横交错的小径、小溪、道路和消防通道。

### 其它路径与街道
野木步道与森林公园内的其它多条较短步道、道路和消防通道相交，大部分步道只对行人开放，部分道路允许自行车或马匹或两者通行。雷夫·埃里克森路禁止机动车通行，与野木步道从西北瑟曼街（Northwest Thurman Street）到西北日尔曼敦路约18公里的路段大致平行，只是海拔高度相对较低。这条路原名山坡路，不过于1933年在一个名为挪威之子（Sons of Norway）的友爱组织请求下更名。博纳维尔电力管理局（Bonneville Power Administration，简称）的一条输油管线，一条煤气管线和一条输电线路获得了穿过公园的地役权:117-118，公园周围有铺设的道路围绕，并与其它道路连接，包括西北皮托克路（Northwest Pittock Drive）、西北康纳尔路、西北第53路、西北萨兹曼路（Northwest Saltzman Road）、西北史普林维尔路（Northwest Springville Road）、西北日耳曼敦路、西北纽顿路（Northwest Newton Road）和路。

## 植被

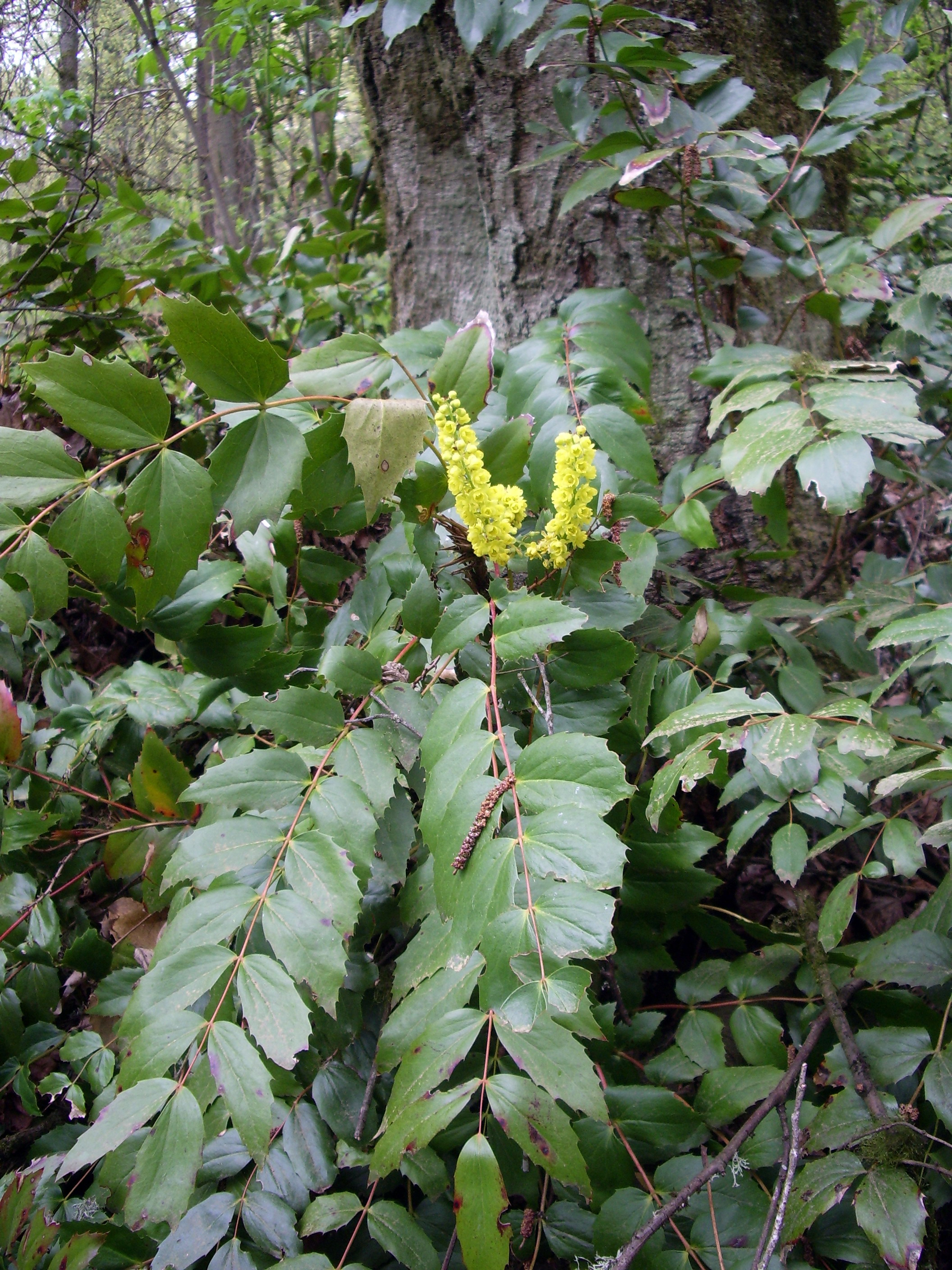
花旗松下生长的俄勒冈葡萄

波特兰森林公园属美国国家环境保护局指定的海岸山脉生态区。森林在自然状态下主要包含三大树种，分别是海岸花旗松、西部铁杉和西部红雪松。还有少量的巨杉、黑三角叶杨、红桤木、大叶枫、太平洋乔杜鹃木和西部红豆杉。大部分1850年以前就已经长成的树林都在1940年消失，其重新生长所处阶段取决于之前被砍伐或焚烧的时间:16-23。
20世纪90年代中期，约占公园内植被总覆盖面积1%的草类、欧洲蕨、蓟和杂草只生长了2到5年，另外2%已经成长到灌木阶段，有3到30年树龄。小树以北美悬钩子、美洲大树莓和黑莓为主。树龄为10至30年的林区包含高大的赤杨和枫树，也有松柏门，这些约占到公园内植被覆盖面积的20%:16-23。
公园内约一半的地区生长的是已经高过赤杨和枫树的松柏门植物，这些植物中以花旗松为主，树龄在30至80年之间。公园另外25%的地区生长的主要是树龄在80至250年的松柏门植物，因为赤杨通常寿命约为100年，所以到了这个年龄段时就开始逐渐死亡，而花旗松的寿命可以长达750年，可以长到约73米高。这样高大的树木将会遮挡阳光，所以其下生产的大多是西部红雪松、西部铁杉和巨杉这样的耐荫树种以及像俄勒冈葡萄、枫藤和北美白珠树这样较为短小的植物:16-23。
树龄已经超过250年的林区属于原始森林，到达这一阶段时，许多树木开始进入晚年或是已经死亡和倒下。木材砍伐和火灾已经基本上清除了公园内的原始森林:16-23，到1940年时，园内绝大多数树林都还没有达到这一阶段:16-23。森林公园内最大的一棵树是一棵花旗松，位于鲍尔奇溪旁的一个废弃的公共厕所附近。这棵树有74米高，底端树干周长约为5.67米。
公园内比较显眼的野花有香草叶、长青紫罗兰和延龄草等:18，外来入侵物种则有常青藤、欧洲冬青、铁线莲属、牵牛花和喜马拉雅黑莓。一些如“不要常春藤聯盟”之类的公民团体和森林公园管理部门在园内去除常青藤，维护步道和原生植物物种。

## 野生动物

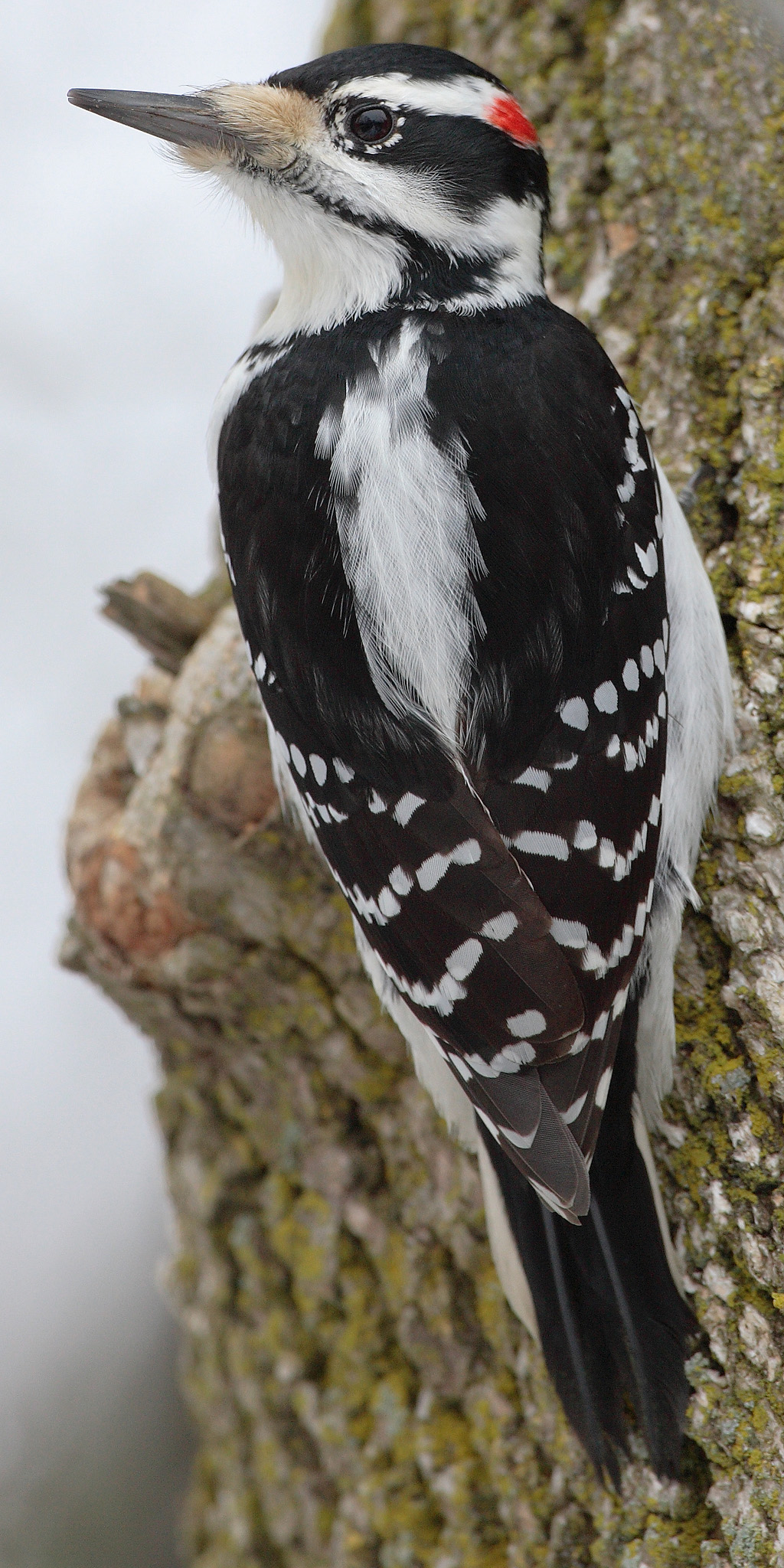
多毛啄木鸟是在公园内生活的多种鸟类之一

波特兰森林公园的野生动物受到附近连续的大片栖息地很大的影响，来自图拉丁河谷、俄勒冈海岸山脉（Oregon Coast Range）、威拉米特河、索维岛、哥伦比亚河，以及温哥华低洼地区的鸟类和动物都来到了公园内。这里有62种哺乳动物，其中北方鼯鼠、黑尾鹿、爬行田鼠、短尾猫、郊狼、西岸囊鼠、小棕蝠、罗斯福麋鹿和太平洋林跳鼠都在园内较为常见。这里还已经观察到超过112种鸟类，其中包括蓝松鸡、多毛啄木鸟、大雕鸮、比威氏鹪鹩、橙冠蟲森鶯、鹗、北美鸺鹠和北美隐居鸫:36-49。波特兰奥杜邦协会在毗邻森林公园的鲍尔奇溪峡谷维持有一个野生动物保护区，这里有超过6.4公里长的步道和野生动物保护中心等设施。经常出没奥杜邦学会池塘的两栖动物包括粗皮漬螈、太平洋树蛙和其他一些有尾目生物。
由于栖息地的丧失、环境污染、狩猎和城市发展等多方面因素，公园内狼、熊和斑猫的出现已经越来越少甚至长期绝迹，这也让鼬属、浣熊等小型猎食动物的数量得到了增长。如常春藤之类的入侵植物物种让原生昆虫和蝾螈等其他两栖动物的栖息地和食物都受到影响。这些区域的道路会严重妨碍大型动物的活动。姆尔特诺默县已经规定西北康奈尔路（Northwest Cornell Road）和西北西北日耳曼敦路（Northwest Germantown Road）每天的通行车辆数不能超过3000，不过这还是比那些属“地方道路”的街道通车数量高。在公园内松开狗的皮带由其自行活动是违法行为，但还是有人明知故犯，这对园区内的鸟类、鱼类和其它野生动物构成了威胁。

## 溪流

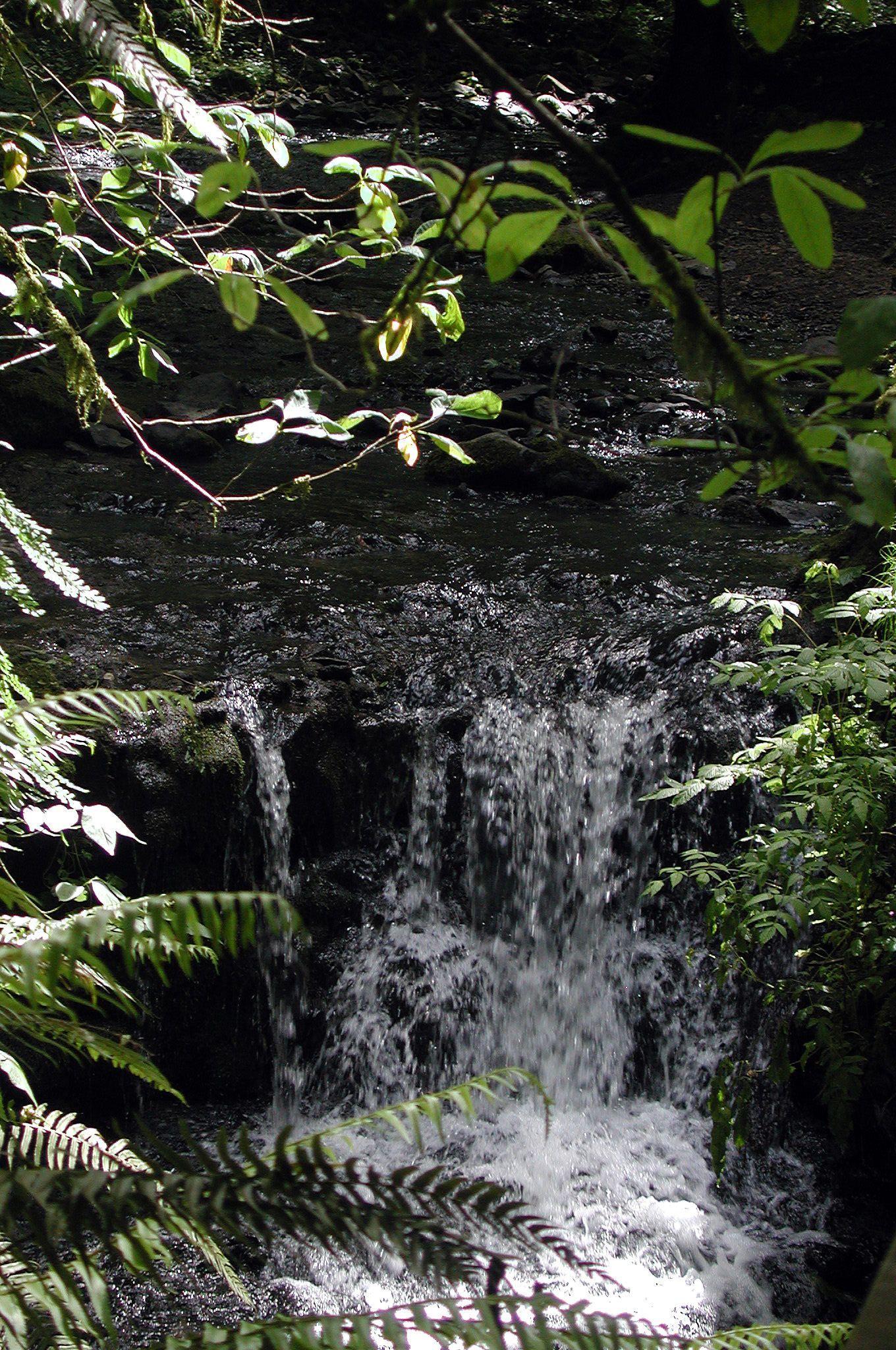
鲍尔奇溪的瀑布

波特兰森林公园每年有约1000毫米的降雨量。园内有许多的小溪流，它们从图拉丁山的顶部向东北方向流到接近30号美国国道的山底。其中有5条获得了命名，从东向西分别是鲍尔奇溪、摇椅溪（Rocking Chair Creek）、萨尔兹曼溪（Saltzman Creek）、多恩溪（Doane Creek）和米勒溪（Miller Creek），其中摇椅溪是萨尔兹曼溪的支流。流出公园后，这些小溪将流经涵洞和其它管道最终到达威拉米特河。这些管道阻挡了威拉米特河的鱼类游进这些小溪，也让小溪内的鱼无法进入大河，不过米勒溪是其中唯一的例外，因为其经过的管道较短，并且有进行改造使鱼类得以通过。接近公园东部尽头的鲍尔奇溪河段中生活有割喉鳟鱼，而在距市中心最远的公园最西部，米勒溪保留了其大部分自然历史原貌，其中的水生生物多样性胜过园内其它任何一条溪流。1990年对米勒溪的生物实地考察发现了海生割喉鳟鱼、银鲑和短头杜父鱼，还有丰富的无脊椎动物种类，如石蝇、蜉蝣、石蛾、水黾和淡水龙虾等。

## 犯罪和其他问题

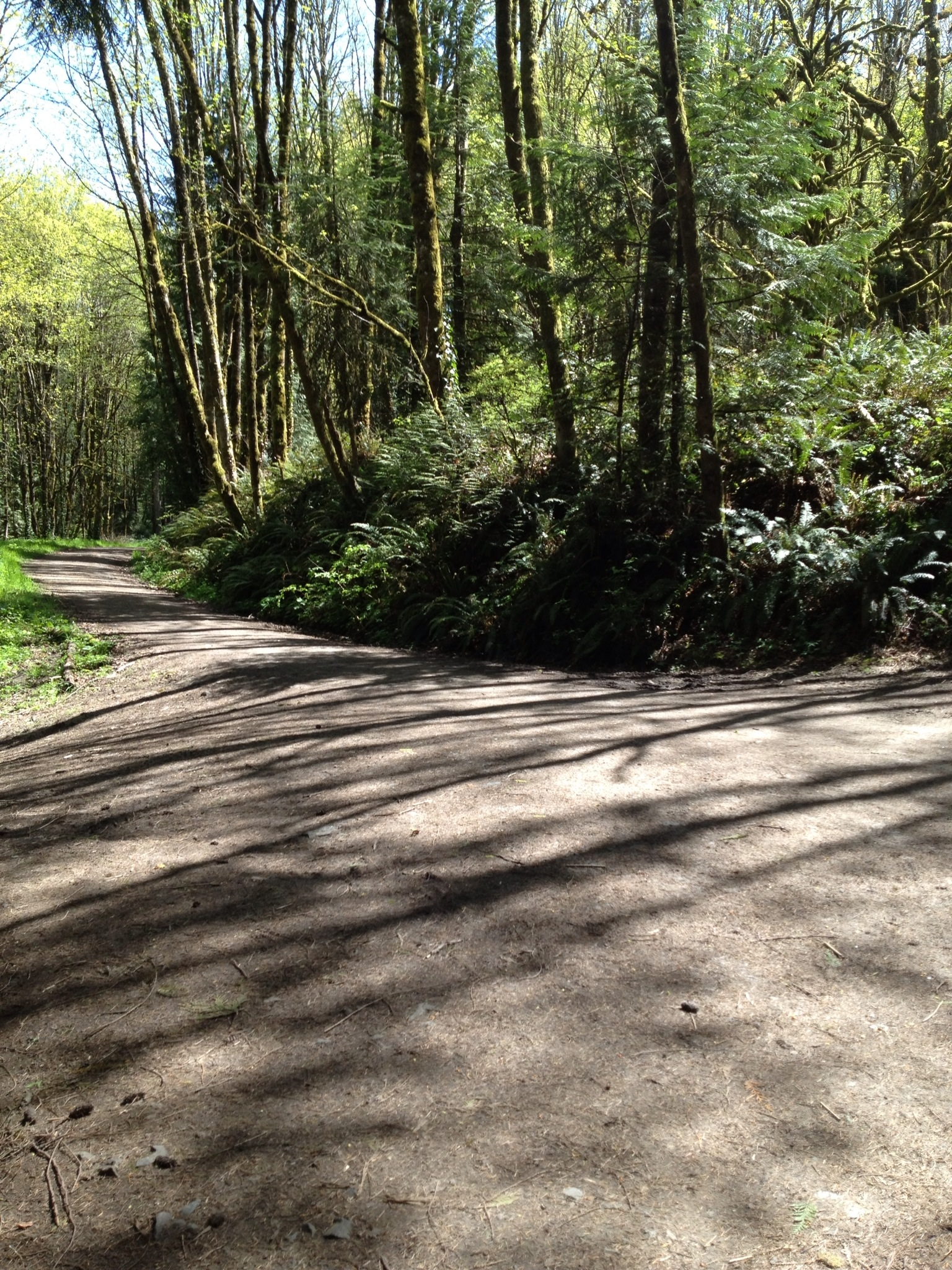
园区一角

波特兰森林公园历史上已经有两次涉及到谋杀案件，而且还涉及到其它多类犯罪事件。1999年，森林公园接近西北萨尔兹曼路的地方发现了三具女性的尸体，不过经法医分析显示死者是在其它地方被害，尸体被带到了这里。2001年，一位男子对这起三重谋杀案认罪，据悉他专门针对吸食海洛英的瘾君子和妓女下手。2003年，陪审团判决另一名男子谋杀自己的前女友罪名成立，这起案件发生在1996年，一位年轻女性在森林公园的一条小路上被杀。公园内发生过的其它一些较为轻微的罪行包括人身伤害（较为罕见）、偷车和小偷小摸（在小路尽头较为频繁），纵火（罕见），此外还有种植大麻和猥亵暴露等，不过都很罕见。姆尔特诺默县副警长于2007年在公园内查获了114株成熟的大麻，这些大麻种植在公园靠近30号美国国道的一个山坡上。早在2005年时，警方还曾在园内查获过另一批种植的大麻，不过数量上较少。更常见的是无家可归者或其他人在园内非法露宿。2010年2月，公园内的一个偏僻地区发现了一条长约1600米的非法自行车道。
2004年，公园主管部门发现一位53岁的男子和他12岁的女儿生活在公园内，他们居住在一个以篷布覆盖的简易住所中，里面放有百科全书给孩子在家自学。之后他们告诉警方，自己已经在公园内生活了4年。小说家彼得·罗克（Peter Rock）的作品《My Abandonment》（意译为《我的放弃》）就围绕这一事件讲述了一个故事。
1951年，一场火灾由营火引发并因干旱迅速蔓延，烧毁了接近公园西部尽头约650公顷的树林。2005年，《俄勒冈人报》（The Oregonian）的一位记者就森林公园的健康和将来的发展前景问题采访了生物学家、保育人士、公园和休闲管理官员及其他人员，他们都确定公园面临着这样的几类威胁：城市的发展会对野生动物和鸟类的活动构成限制，过度使用、外来入侵植物、狗、火灾隐患、树木死亡率的不断提高、缺少资金和法律保护。2010年，波特兰市为森林公园聘请了全职护林员。